# NGC 3304
NGC 3304 est une vaste galaxie spirale barrée située dans la constellation du Petit Lion. Elle a été découverte par l'astronome germano-britannique William Herschel en 1787.

## Caractéristiques
Sa vitesse par rapport au fond diffus cosmologique est de 7 199 ± 19 km/s, ce qui correspond à une distance de Hubble de 106,2 ± 7,4 Mpc (∼346 millions d'al).
La classe de luminosité de NGC 3304 est I. Selon la base de données Simbad, NGC 3304 est une galaxie LINER, c'est-à-dire une galaxie dont le noyau présente un spectre d'émission caractérisé par de larges raies d'atomes faiblement ionisés.
Selon une étude réalisée par Abraham Mahtessian en 1988, NGC 3304 et NGC 3334 forment une paire de galaxies.